# Alex Sadkowsky

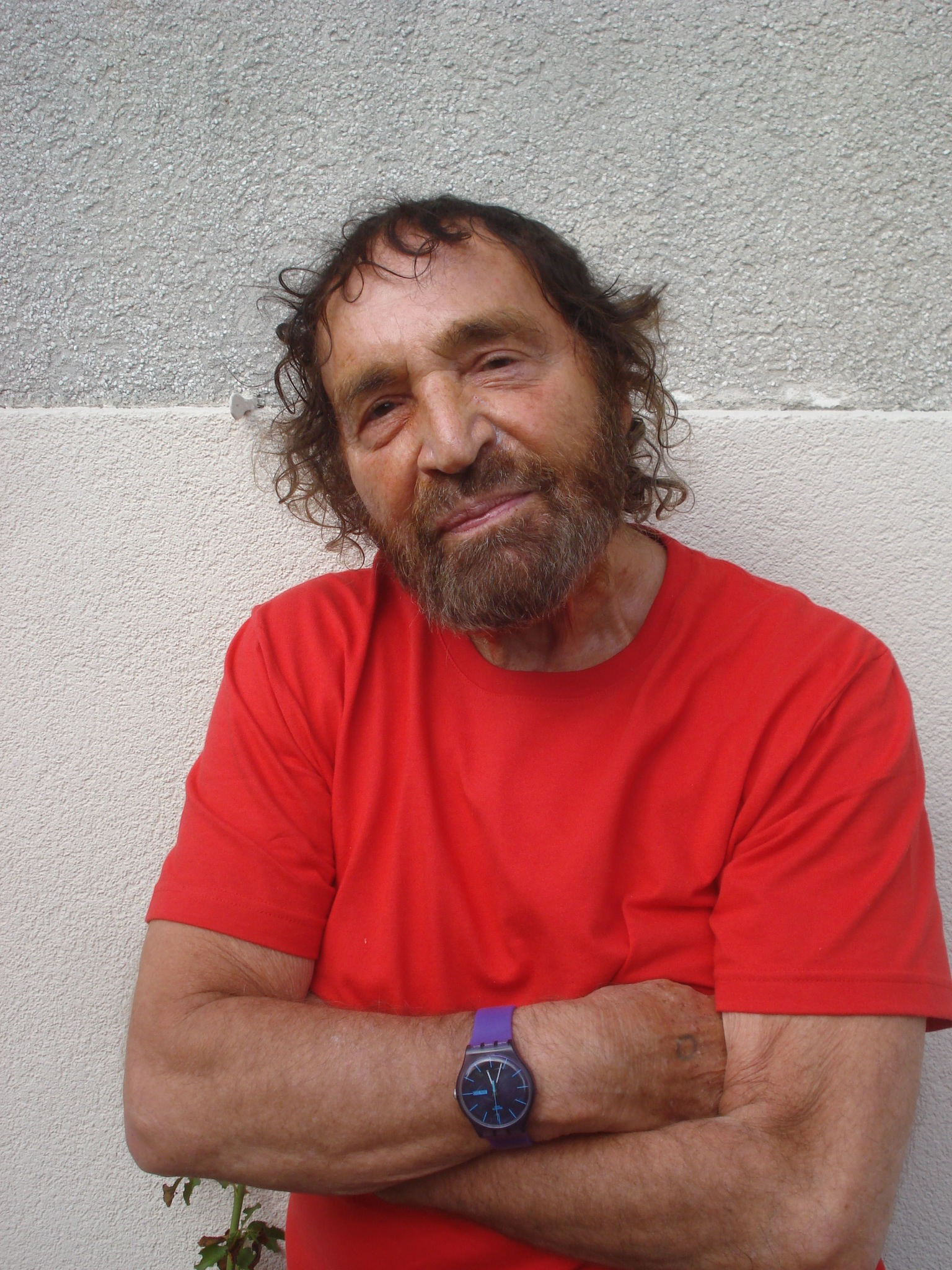
Alex Sadkowsky (2011)

Alex Sadkowsky (* 16. Januar 1934 in Zürich; † 8. Februar 2025) war ein Schweizer Multimedia-Künstler, Maler, Zeichner, Grafiker, Fotograf, Performer und Autor.

## Leben
Alex  Sadkowsky wurde 1934 in Zürich in eine Künstlerfamilie geboren. Seine Vorfahren waren Künstler und Händler. Die Kinder- und Jugendjahre verbrachte er in Zürich und in Freienstein (Kanton Zürich). Bis zum Alter von 24 Jahren war er u. a. als Jazzmusiker, Handlungsreisender, Baumaler, Spanischlehrer, Graphologe, Stepptänzer und Preisboxer tätig. Ab 1946 schuf er erste Gedichte und viele Zeichnungen. 1952 nahm er kurz Zeichenunterricht bei Walter Jonas und Charles Kissling. 1957 erfolgte seine Heirat; er hat vier Kinder. Seit 1958 ist er als freischaffender Künstler tätig. Er nahm an der Ausstellung Junge Zürcher Künstler im Helmhaus Zürich teil. Zeitweise hatte er ein gemeinsames Atelier mit Friedrich Kuhn und gab in Zusammenarbeit mit Kuhn die 1965 erschienene bibliophile Mappe mit Radierungen Sadlowski grüsst Kuhn/Kuhn grüsst Sadlowski. 1969 wurde Sadkowsky das Schweizer Bürgerrecht verliehen.
Reisen war ein wichtiger Teil in Sadkowskys Leben, so verbrachte er mehrmonatige Aufenthalte in Indien. Er verfolgte ein Studium des brahmanischen Buddhismus in Darbhanga und Darjeeling. Seine Russlandreise absolvierte er mit Max Frisch. Im folgenden Jahr reiste er nach Deutschland, Österreich und Italien. Bei seinem Irlandaufenthalt 1967 entstanden erste Texte zum Roman Die chinesische Wespe: Geschichte einer Liebe in Dublin. In Amsterdam hatte er 1970 ein Atelier vom Stedelijk-Museum und eine Ausstellung in der Gallery Krikhaar. 1972 war sein Studienaufenthalt in Finnland, mit Ausstellungen in Turku, Tampere und Helsinki. Es folgten 1973 eine Balkanreise und ein Aufenthalt in Istanbul, Domizil und Werkjahr in New York 1975. Des Weiteren reiste er nach Kalifornien und Mexiko und hatte 1980 einen zweiten Aufenthalt in Mexiko. In den Jahren 1985–1993 pflegte er Reisen und Aufenthalte in Italien, Griechenland, Holland, Spanien, Jugoslawien, Portugal, Malta, Irland, Frankreich und USA mit einzelnen Lesungen. Seit 1994 verbringt Sadkowsky die Winter in Nordthailand. 2003 machte er Reisen nach Italien, Portugal, Malta und Griechenland. 2015 war ein Aufenthalt in Irland, 2017 einer in Israel.
Immer wieder wurden mit Sadkowsky Filme realisiert: 2001–2003 geschahen die Dreharbeiten zur Videoproduktion Ich liebe mich in der Schweiz und in Thailand, unter der Regie von Beat Kuert. 1982 realisierte er in Monte Video eine Videoproduktion mit Maria Luxus und Pancho Mariotti.  1973 waren die Dreharbeiten am Film Herr Wilhelm Tell. 1968–1969 erfolgten die Dreharbeiten zum Film Sad*Is*Fiction, mit Drehbuch und Regie von Fredi M. Murer. 1965 erfolgte die Realisation von drei Schwarzweiss-Kurzfilmen: Hommage à Dylan Thomas, Kaninchenleben, Wieviel Erde braucht der Mensch?.Brushdance:  ein Künstlerporträt (2019–2023).
Parallel zum bildnerischen Werk entstand ein grosses literarisches Werk. 1996–2006 erhielt Sadkowsky zehn Förder- und Anerkennungspreise, 2010 wurde er an die Solothurner Literaturtage eingeladen, 2012 erhielt er einen weiteren Förderpreis für Literatur.

## Werke
- The Song of the Police. Jasonya-Verlag, Zürich 1962
- Kofferraum der Welt. Niggli-Verlag, St. Gallen 1971
- Foto-Bio-Kultografie 1. Lutz-Verlag, Zürich 1975.
- Frauenleben I. ABC Verlag, Zürich 1980, ISBN 3-85504-101-6.
- Metamorphosen der Wirklichkeit. Monografie über AS Text: Hans Heinz Holz. ABC Verlag, Zürich 1986, ISBN 3-85504-101-6.
- Der Titel I. Lutz-Verlag, Zürich 1991, ISBN 3-7212-0640-1.
- Die Munterkeit des Galans auf dem Glatteis. Gedichte. Orte-Verlag, Zelg/Wolfhalden/Zürich 1992, ISBN 3-85830-062-4.
- Schrittfehler beim Spaziergang durch den einbaumigen Park. Gedichte. Orte-Verlag, Zelg/Wolfhalden/Zürich 1992, ISBN 3-85830-036-5.
- Die Chinesische Wespe. Romantrilogie. Bilger Verlag, Zürich 2002, ISBN 3-908010-58-6.
- Ich warte auf den ewigen Sommer. Gedichte. Orte-Verlag, Oberegg AI/Zürich 2007, ISBN 978-3-85830-140-6.
- Foto-Bio-Kultografie 2. Scheidegger & Spiess, Zürich 2009, ISBN 978-3-85881-295-7.
- Lindenhof. Gedichte und Kurzprosa, Littera Autoren-Verlag, Zürich 2010, ISBN 978-3-906731-47-6.
- Der Titel II. Ein Titelroman. Textsammlung bestehend aus Sentenzen, Aphorismen, Wortspielen und möglichen Buchtiteln. Howeg-Verlag, Zürich 2014, ISBN 978-3-85736-303-0.
- Einziger Lockruf. Gedichte. Howeg Verlag, Zürich 2018, ISBN 978-3-85736-325-2.
- Die Umwandlung. Novelle. Verlag Pudel und Pinscher, Wädenswil 2018, ISBN 978-3-906061-14-6.

## Ausstellungen (Auswahl)
- 1954: Kunstraum Elsässergasse, Zürich
- 1957: Galerie au premier Zürich
- 1958: Junge Zürcher Künstler, Helmhaus Zürich
- 1961: Galerie Hansaviertel, Berlin
- 1963: Clythi Jessop, London
- 1967: Württembergischer Kunstverein Stuttgart / Galerie Castelnuovo, Ascona
- 1968: Kunstkammer zum Strauhof der Stadt Zürich: Retrospektive -- Zeichnungen und Druckgrafik
- 1969: Galerie Krikhaar, Amsterdam
- 1969: Doppelausstellung swimming room Galerien Obere Zäune Zürich
- 1970: Portraitausstellung Eugene Ionesco Theater am Neumarkt, Zürich
- 1971: Museum zu Allerheiligen, Schaffhausen
- 1972: Museen von Turku, Tampere und Helsinki mit Filmvorführungen
- 1975–1976: Retrospektive Kunstwanderung, Kunstkammer zum Strauhof, in der Galerie Blackbox und im Schaufenster des Kunsthaus Zürich
- 1977 America erstmals in Europa gezeigte Xerox-Bilder in der Nikon-Galerie Zürich/Ausstellung Taylor Galleries Dublin
- 1977: Bilder und Zeichnungen entstanden in Amerika; Galerie Jamileh Weber, Zürich
- 1978: Galerie Jamileh Weber an der Art '78 Basel
- 1979: Plakataktion Was lieben Sie am meisten an Zürich? Die letzten drei Buchstaben
- 1981: Kunsthaus Glarus, Instituto Aleman in Guadalajara, Museo Santo Domingo in Oaxaca Mexico
- 1982: Galeria Flaviana, Locarno
- 1983: Neue Bilder, Zeichnungen und Marmorskulpturen Galerie Jamileh Weber Zürich  Release der CD Single Banktrust mit Lyrics von Alex Sadkowsky
- 1986: Galerie Jamileh Weber Zürich
- 1991: Jaski Art Gallery Amsterdam
- 1993: Wer weiss und blau und Geld, Kunsthaus Zürich
- 1996: Taylor Galleries Dublin
- 1997: Galerie Stadt Tuttlingen
- 2014: Helmhaus Zürich
- 2015/2016: Silber: Teres Wydler, Ruedi Bechtler, Alex Sadkowsky, Kunst(Zeug)Haus, Rapperswil-Jona
- 2019: Wettingen, Aarau und Dublin
- 2023: Zürcher Hofkunsthaus, Zürich: SADKOWSKY: Family Affair mit Werken von Rahel und Ona Sadkowsky (Tochter und Enkelin)

## Auszeichnungen
- 1969: Studien- und Werkbeitrag an bildende Künstler des Kantons Zürich
- 1974: Schweizer Plakate des Jahres
- 1976: Stipendium für Bildende Kunst der Stadt Zürich